# Georges Hamacek
Georges Marion Pierre Hamacek (1er décembre 1923 – 11 mai 1953) est un officier de l'Armée française qui combattit durant la Seconde Guerre mondiale dans la Résistance française et pendant la Guerre d'Indochine au sein de la Légion étrangère.

## Biographie
Georges Hamacek naît à Paris dans le 13ème arrondissementdans une famille d'immigrants tchèques. Son père s'engage pour la durée de la guerre en 1914 ; il sera grièvement blessé en 1916 alors qu'il sert au régiment de marche de la Légion étrangère et est titulaire de la Croix de Guerre avec deux citations. 
Georges Hamacek est l'aîné de trois enfants. Il fréquente l'école primaire du boulevard Saint-Marcel puis, de la sixième à la troisième, le lycée Henri IV. A cette époque il est également scout à la paroisse Saint Médard. Par suite de la guerre et de l'occupation, il quitte Paris pour la maison familiale de Dornecy (Nièvre). Il poursuit alors ses études au collège de Clamecy (Nièvre) de la seconde à la classe de mathématiques élémentaires incluse. Il ensuite à Paris et suit les cours de la classe préparatoire du Lycée Saint-Louis durant l'année scolaire 1942-43. Après l'invasion de la zone libre les corniches ne sont pas supprimées. Les candidats peuvent passer en juin 1943 le concours de Saint-Cyr qui ne débouche sur rien et le concours d'HEC Les deux concours ont alors un programme voisin. Admis aux concours, Georges Hamacek intègre HEC le 3 novembre 1943.  
Il rejoint le mouvement de résistance Turma-Vengeance en janvier 1944, avant de rejoindre le maquis Bernard dans le Morvan. Là, il monte rapidement en grade, devient chef de section suppléant et obtient la croix de guerre avec deux citations. Lorsque la guerre prend fin, il s'inscrit à l'École militaire-major interarmes le 3 juillet 1945 et en ressort diplômé le 15 décembre de la même année, avec le grade de Sous-lieutenant. Il choisit d'intégrer la Légion étrangère, et est envoyé au 1er Bataillon du 3e régiment étranger d’infanterie à Aubagne. 
Il se porte volontaire pour servir en Extrême-Orient et débarque à Saïgon en juin 1946. Fin 1947, le bataillon est envoyé en patrouille sur la RC 4, où le Lieutenant Hamacek reçoit une autre citation. Il reçoit également la Légion d'honneur pour ses actes de courage répétés et son commandement de la 1re Compagnie du 1er Bataillon du 3e régiment étranger d’infanterie. En 1951, Georges Hamacek est transféré au 3e régiment étranger de parachutistes (3e BEP) puis au 2e bataillon étranger de parachutistes en 1952. Il est tué au combat au Laos, le 11 mai 1953. 
La promotion 1989-1992 de Saint-Cyr a été nommé capitaine Georges Hamacek en son honneur.
La promotion 1979-1981 de la corniche Bournazel a été nommée capitaine Hamacek en son honneur. 

## Décorations
- Chevalier de la Légion d'honneur[3]
- Croix de guerre 1939-1945